# Olympiastadion München
 For alternative betydninger, se Olympiastadion. (Se også artikler, som begynder med Olympiastadion)
Olympiastadion München er den centrale arena i Olympiapark i München. Olympiastadion München blev bygget til de Olympiske Lege i 1972 og var i mange år hjemmebane for den sydtyske fodboldklub FC Bayern München og den lidt mindre klub 1860 München. FC Bayern München og 1860 har i dag begge hjemmebane på det mere moderne stadion Allianz Arena beliggende længere ude fra centrum.
| Idrætsanlæg | Spire Denne artikel om et idrætsanlæg er en spire som bør udbygges. Du er velkommen til at hjælpe Wikipedia ved at udvide den. |

48°10′23″N 11°32′48″Ø / 48.173055555556°N 11.546666666667°Ø